# 伊達暁
伊達 暁（だて さとる、1975年〈昭和50年〉7月14日 - ）は日本の俳優。
所属事務所はゴーチ・ブラザーズ。劇団・阿佐ヶ谷スパイダースの団員としても活動している。阿佐ヶ谷スパイダース#メンバーも参照。

## 出演

### 舞台
- パルコ・プロデュース公演 TEXAS（2012年3月17日 - 4月8日、PARCO劇場 / 2012年4月14日・15日、梅田芸術劇場 シアター・ドラマシティ / 2012年4月17日・18日、名鉄ホール）[3]
- ゴーチ・ブラザーズプロデュース カントリー〜THE COUNTRY〜（2017年7月7月12日 - 17日、DDD AOYAMA CROSS THEATER） - 女の夫 役[4]
- KAAT神奈川芸術劇場プロデュース セールスマンの死（2018年11月3日 - 18日、KAAT神奈川芸術劇場） - ハワード 役[5]
- 斬られの仙太（2021年4月6日 - 24日、新国立劇場） - 仙太郎 役[6]
- 三人姉妹（2023年9月23日 - 30日、自由劇場） - クルイギン 役[7]
- デカローグ プログラムE（2024年6月22日 - 7月15日、新国立劇場 小劇場）
  - デカローグ9「ある孤独に関する物語」 - 主演・ロマン 役[8][9]
  - デカローグ10「ある希望に関する物語」[8]
- 彼方からのうた -SONG FROM FAR AWAY-（2024年8月2日 - 13日、原作：サイモン・スティーヴンス（英語版）・マーク・アイツェル（英語版）、翻訳：髙田曜子、演出：桐山知也、吉祥寺シアター） - 主演・ウィレム 役[注 1][11]
- みんな鳥になって（2025年6月28日 - 7月21日、世田谷パブリックシアター / 2025年7月25日 - 27日、兵庫県立芸術文化センター 阪急中ホール / 8月1日 - 3日、東海市芸術劇場 大ホール / 8月8日 - 10日、岡山芸術創造劇場 ハレノワ 大劇場 / 8月15日 - 17日、J:COM北九州芸術劇場 大ホール）[12]
- スリー・キングダムス Three Kingdoms（2025年12月2日 - 14日〈予定〉、新国立劇場 中劇場）[13]

### テレビドラマ
- 演技者。 第2弾「TEXAS」（2002年5月21日 - 6月18日、フジテレビ）[14]
  - 劇団演技者。 第5回公演作「激情」（2004年10月20日 - 11月10日、フジテレビ） - 遠藤政夫 役[15]
- 土曜ドラマ（フジテレビ系）
  - ぼくの魔法使い 第1話 - 第8話・第10話・最終話（2003年4月19日 - 6月7日・6月21日・7月5日、日本テレビ系）[16] - タカ 役[17]
  - SP 警視庁警備部警護課第四係 Episode IV（2008年1月） - 梶山光彦 役[18]
- おいしい殺し方 A Delicious Way to Kill（2006年2月12日、BSフジ） - トモくん 役[19]
- 未来創造堂 再現ドラマ 第13回「ウォシュレット」（2006年7月14日、日本テレビ系）
- 月曜ゴールデン（TBSテレビ系）
  - 山村美紗没後十年スペシャル 名探偵キャサリンVS十津川警部「京友禅の謎～華の密室殺人事件～」（2006年8月7日） - 浅川葉二郎 役
- 星新一 sHORT（NHK総合）
  - スペシャル（2007年11月11日）
  - 「窓」（2008年4月21日）
  - 「欲望の城」(2008年5月12日）[20]
  - 「鍵」(2008年10月6日）[21]
  - 「ささやき」(2008年11月17日）[22]
  - 星新一の不思議な不思議な短編ドラマ「もてなし」(2022年7月19日、NHK BSプレミアム・NHK BS4K / 10月6日、NHK総合）[23]
- たったひとりの反乱〜食品偽装告発、“さきがけ”となった男（2008年7月30日、NHK総合）[24]
- 週刊真木よう子 第9話「蝶々のままで♥」（2008年5月28日、テレビ東京系） - 里田慎一 役[25]
- 拝啓トリュフォー様（2008年1月28日 - 2月1日、テレビ朝日）[26]
- 探偵Xからの挑戦状! 第7回（2009年5月14日、NHK総合）[27]
- クラシックミステリー 名曲探偵アマデウス 第38回「記憶をなくした男」(2009年、BShi・BS2・NHK総合) - 記憶喪失の男（依頼人） 役
- ラストメッセージ（2009年6月19日、関西テレビ） - 富岡洋治 役[28]
- ハイビジョン特集 太宰治“人間失格”裁判（2009年12月12日、BSハイビジョン）[29]
- 祝女 シーズン2 第9回（2010年12月9日、NHK総合）
- 木曜ドラマ9 ビギナーズ! 第1話・第2話・第4話・第6話・第7話・最終話（2012年7月12日・19日・8月9日・23日・30日・9月20日、TBSテレビ系） - 鬼塚辰男 役
- 連続ドラマW（WOWOW）
  - ヒトリシズカ HITORISHIZUKA 第1話・第5話（2012年10月21日・11月18日）[30] - 小池基文 役[31]
  - 平成猿蟹合戦図（2014年11月15日 - 12月20日）[32]
  - 撃てない警官 最終話（2016年2月7日） - 吉田 役
  - グーグーだって猫である2 -good good the fortune cat-（2016年6月11日 - 7月9日）[33]
- 怪奇大作戦 ミステリー・ファイル 第2話「地を這う女王」（2013年10月12日、NHK BSプレミアム）[34] - 坂崎浩輔 役
- 日曜劇場 安堂ロイド A.I. knows LOVE? 第6話 - 第9話（2013年11月17日 - 12月8日、TBSテレビ系） - ケプラ 役[35]
- 巨匠たちの輝き 歴史を作った芸術家（アーティスト）たち 第8話「恋の罪」（2013年11月20日、BS-TBS）
- 金曜ロードSHOW! 特別ドラマ企画 天才バカボン〜家族の絆（2016年3月11日、日本テレビ系）[36]
- モンタージュ 三億円事件奇譚 前編・後編（2016年6月25日・26日、フジテレビ系）
- 吉祥寺だけが住みたい街ですか? 第4話（2016年11月5日、テレビ東京系）
- 火曜ドラマ カルテット 最終話（2017年3月21日、TBSテレビ系） - 柊学 役[37]
- ブレイクマンデー24 ストリートワイズ・イン・ワンダーランド -事件の方が放っておかない探偵-（2018年3月20日・27日、フジテレビ系）
- 裕次郎は死なない〜心に刻まれた５つの物語（2017年6月17日、NHK BSプレミアム）
- 金曜ナイトドラマ（テレビ朝日系）
  - 漂着者 ep,6・最終回（2021年9月3日・24日） - 奥田透 役[38]
  - JKと六法全書 （2024年4月19日 - 6月7日） - 因幡俊介 役[39]
- 大河ドラマ 光る君へ 第3回・第9回（2024年1月21日・3月3日、NHK） - 看督長（）（検非違使の役人）[40] 役[41]

### テレビ（その他）
- 星新一 sHORT スペシャル（2008年07月28日、NHK総合） - 司会（長塚圭史、中山祐一朗とともに）[42]

### 配信
- 伝染るんです。（2008年 - 2009年、BeeTV）
- 女たちは二度遊ぶ（2010年3月1日配信開始、Bee TV）
- Go!Go!家電男子（2013年、ひかりTV）
- 山岸ですがなにか（2017年7月配信、Hulu） - ディレクター 役[43]

### 映画
- 容疑者 室井慎次（2005年8月27日公開、監督：君塚良一、東宝） - 石本一馬 役[44]
- SP 警視庁警備部警護課第四係シリーズ - 梶山光彦 役（監督：波多野貴文、東宝）
  - SP THE MOTION PICTURE 野望篇（2010年10月30日公開）[45]
  - SP THE MOTION PICTURE 革命篇（2011年3月12日公開）[46]
- モテキ（2011年9月23日公開、監督：大根仁、東宝） - 三浦 役[47]
- 壊れ始めてる、ヘイヘイヘイ（2016年3月5日公開、監督：佐藤快磨、「若手映画作家育成プロジェクト」参加作品）[48]
- ゲキ×シネ 髑髏城の七人～Season月《下弦の月》（2019年10月4日公開、演出：いのうえひでのり、ヴィレッヂ / ティ・ジョイ） - 渡京 役[49]

### テレビアニメ
- 80年後のKENJI 〜宮沢賢治21世紀映像童話集～ 第1回「シグナルとシグナレス」（2013年2月20日、NHK BSプレミアム）[50]
- Go!Go!家電男子（2014年、TOKYO MX）

### CM
- 日本ガラスびん協会[51]「愛のガラスびん劇場・おびん」（2009年 - 2011年9月）[52]（大和田伸也[53]、竹本聡子[54]らと共演）

### DVD
- 星新一ショートショート04 ディレクターズ・カット版「鍵」 - 主演[55]